# Poamă

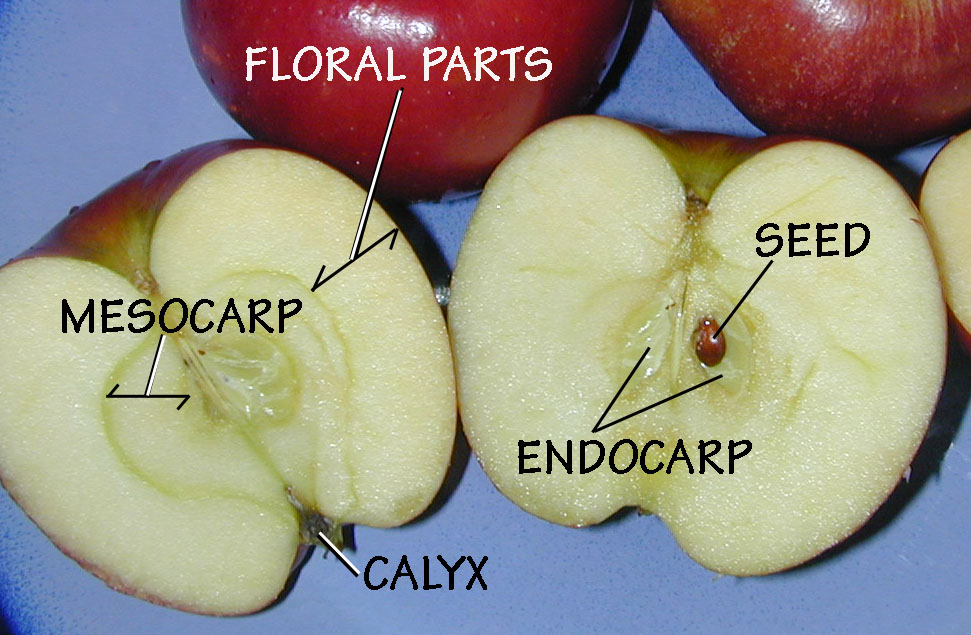
Mărul este un fruct poamă. Părțile fructului sunt etichetate.

În botanică, o poamă este un tip de fruct produs de plantele cu flori din subtribul Malinae din familia Rosaceae. Fructele de tip poamă constau dintr-un „miez” central care conține mai multe semințe mici, care este învăluit de o membrană dură și înconjurat de un strat comestibil de pulpă. Pomii cu fructe de tip poamă sunt foioase și trec printr-o perioadă de iarnă latente, care necesită temperaturi scăzute pentru a întrerupe repausul primăvara. Poame bine-cunoscute includ mărul, para și gutuia.

## Etimologie
Cuvântul poamă este dreivat din cuvântul latin vulgar poma „măr”, inițial pluralul latinului pomum „fruct”, iar mai târziu „măr”.

## Morfologie
Poama este un fruct accesoriu compus din unul sau mai multe carpele înconjurate de țesut accesoriu. Țesutul accesoriu este interpretat de unii specialiști ca o prelungire a receptaculului și este denumit „cortexul fructelor”, și de către alții ca un hipantiu (cupă florală) topită. Este partea cea mai comestibilă a acestui fruct.
Carpelele unui pom sunt fuzionate în „miez”. Deși epicarpul, mezocarpul și endocarpul unor alte tipuri de fructe seamănă foarte mult cu coaja, pulpa și, respectiv, miezul unei poame, ele sunt părți ale carpelului (vezi diagrama de mai sus). Epicarpul și mezocarpul unei poame pot fi cărnoase și greu de distins unul de celălalt și de țesutul hipantial. Endocarpul formează o învelitoare pieloasă sau pietroasă în jurul seminței și corespunde ceea ce este în mod obișnuit numit miez sau sâmbure.
Fructul de tip poamă, cu endocarp mai degrabă pietros decât coriaceu, poate fi numit drupă polipirenoasă.
Rămășițele încrețite ale sepalelor, gineceului și staminelor pot fi uneori văzute la capătul unui pom opus tulpinii și, prin urmare, ovarul este adesea descris ca fiind inferior în aceste flori.

## Exemple

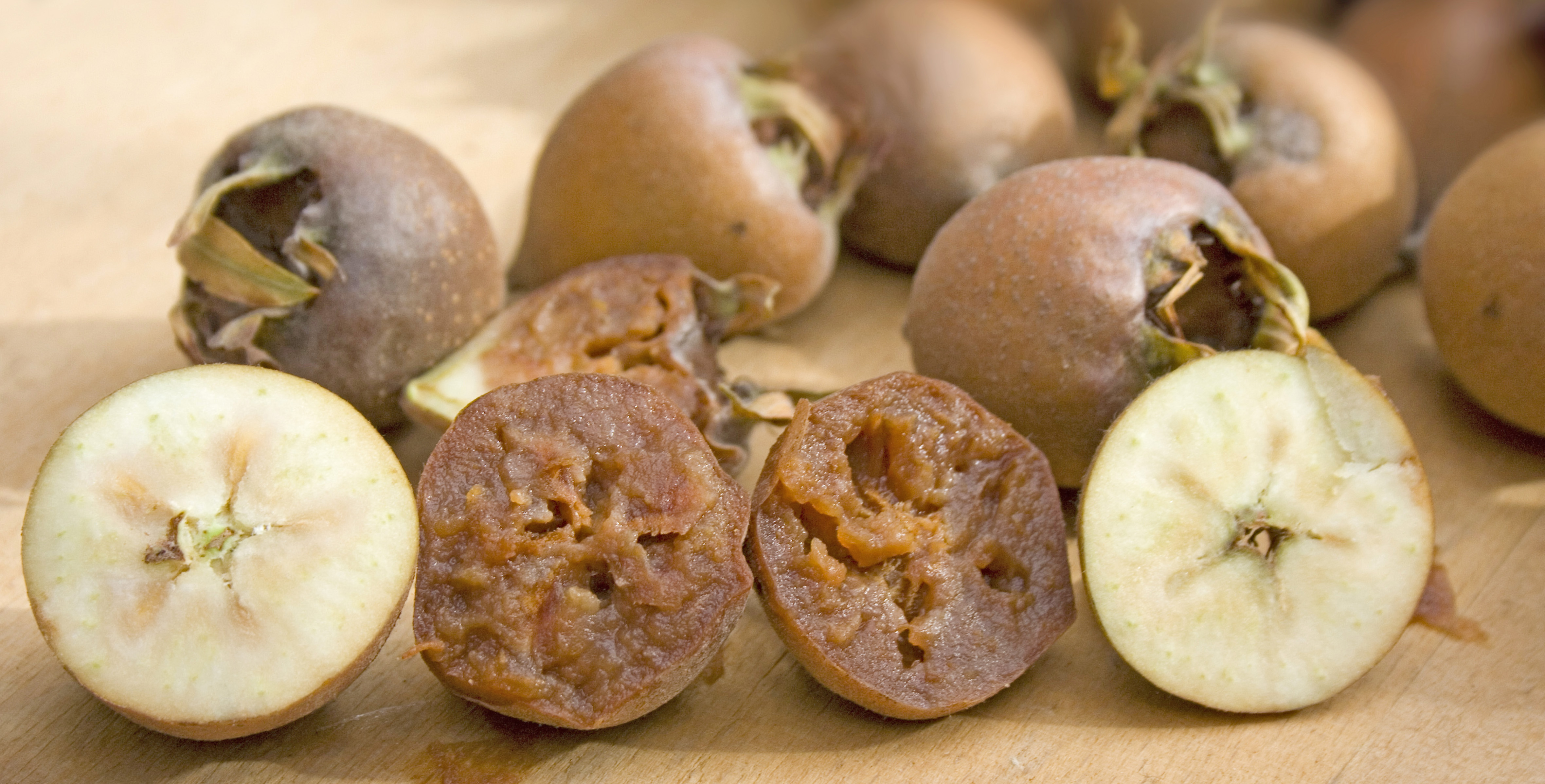
Poame de hascul, Mespilus germanica

Cel mai cunoscut exemplu de poamă este mărul. Alte exemple de plante care produc fructe clasificate ca poamă sunt Cotoneaster, Crataegus (păducel și mayhaw), hascul, părul, Pyracantha, gutuiul, sânger, moșmonul japonez, Heteromeles arbutifolia și sorbus.
Unele poame pot avea o textură făinoasă (de exemplu, unele mere); altele (de exemplu, Amelanchier, Aronia) sunt asemănătoare fructelor de pădure, cu pulpă suculentă și un miez care nu este foarte vizibil.